# Helena Kozakiewicz
Helena Kozakiewicz (ur. ?, zm. 1994 w USA) – socjolożka, marksistka, autorka koncepcji i pojęcia krytyki rozumu socjologicznego.
Pracując na gruncie filozofii i socjologii interesowały ją przede wszystkim mechanizmy uprawomocniania twierdzeń o rzeczywistości społecznej oraz status poznawczy teorii społecznych.

## Życiorys
W swej najwcześniejszej pracy, będącej pracą doktorską pt. Inna socjologia. Studium zapoznanej metody, podjęła przyczynek do sporu o wyjaśnianie zjawisk społecznych, a także podjęła się obrony stanowiska teoretycznego Włodzimierza I. Lenina przed zarzutami, o cofnięcie rozważań filozoficznych do etapu przedkantowskiego, a także interpretacjami widzącymi u Lenina wskrzeszenie zdroworozsądkowych, pozytywistycznych poglądów na społeczeństwo i przyrodę, które miało go sytuować w kręgu intelektualno-teoretycznym działaczy II Międzynarodówki. Kozakiewicz widziała w stanowisku Lenina propozycję „innej socjologii”, głęboko osadzonej w myśli G.W.F. Hegla, nieznanej i niezrozumiałej dla pozytywistycznie zorientowanej myśli socjologicznej. Temu stanowisku, z pewnymi modyfikacjami, Kozakiewicz pozostała wierna do końca życia.
Kozakiewicz uczestniczyła także w wielu dyskusjach na temat sytuacji i aktualności myśli marksistowskiej, broniąc koncepcji dialektycznej przeciwko interpretacjom pozytywistycznym i pozytywizującym, głoszącym możliwość przekształcenia marksizmu w jedną z wielu teorii socjologicznych.

## Najważniejsze prace
- Inna socjologia. Studium zapoznanej metody, PWN, Warszawa 1983;
- Racjonalność – nauka – społeczeństwo (red. Helena Kozakiewicz, Edmund Mokrzycki, Marek J. Siemek), PWN, Warszawa 1989;
- Zwierciadło społecznego świata, PWN, Warszawa 1991;
- Racjonalność współczesności. Między filozofią a socjologią (red. Helena Kozakiewicz, Edmund Mokrzycki, Marek J. Siemek), PWN, Warszawa 1992.